# 福柏区
福柏区（英語：Phoebe Regio）是金星表面位于阿斯忒里亚区东南的一处区域，直径约2,852（1,772英里），为以其命名的 V41 四方格中最主要的地貌特征。前苏联四艘探测器：金星11号、金星12号、金星13号和金星14号，曾先后着陆在福柏区东边并执行科学测量任务。